# Титов, Роман
Рома́н Тито́в (род. 13 мая 1961) — советский и латвийский футболист, вратарь.
В первенстве СССР играл во второй лиге за «Мелиоратор»/«Кайсар» (Кзыл-Орда) в 1979—1990 годах. В дальнейшем выступал в чемпионате Латвии за «Дилар» (Илуксте) (1992), «Химик» (Даугавпилс) (1994), «Зибенс/Земессардзе» (Илуксте) (1999, 2001).